# Macchi M.3
Il Macchi L.3, successivamente ridesignato Macchi M.3 era un idrovolante monomotore a scafo centrale multiruolo prodotto dall'azienda italiana Società Anonima Nieuport-Macchi, poi Aeronautica Macchi nei tardi anni dieci del XX secolo.
Sviluppato dal precedente L.2 ne conservava l'aspetto generale, con configurazione alare biplano-sesquiplana ed il gruppo motoelica montato in configurazione spingente, e venne utilizzato sia in ambito militare, dalla Regia Marina durante e dopo il termine della prima guerra mondiale, che nelle rotte civili di linea dalla compagnia aerea svizzera Ad Astra Aero.

## Storia del progetto
Nel 1916 la Nieuport-Macchi aveva acquisito sufficiente esperienza per realizzare un nuovo idrovolante basato sull'austro-ungarico Lohner L.1 catturato dagli italiani e riprodotto nell'azienda varesina. Il nuovo progetto fu affidato all'ingegnere Carlo Felice Buzio il quale prese come base di partenza l'L.2, primo sviluppo del Lohner, mantenendo l'impostazione generale ma introducendo uno scafo ed un impennaggio di nuovo disegno. Il primo prototipo, che assunse la designazione L.3, venne portato in volo lo stesso anno con buoni risultati ed avviato alla produzione in serie.
Nel 1917, viste le differenze sostanziali nella conformazione dello scafo e degli impennaggi, la Macchi adottò una nuova designazione per il velivolo, per distinguerlo dai precedenti L.1 ed L.2 derivati dall'idrovolante Lohner preda bellica austro-ungarica
Venne introdotta la M (per Macchi) seguita dal numero progressivo del progetto e che sarebbe rimasta in vigore in tutta la produzione successiva, per cui il modello assunse la designazione definitiva M.3.
Macchi con l'M.3 raggiunse una produzione complessiva di 200 esemplari realizzati negli stabilimenti di Varese.

## Impiego operativo
Gli M.3 vennero consegnati alla Regia Marina la quale li impiegò durante la parte finale della prima guerra mondiale prevalentemente in azioni di bombardamento, ricognizione aerea, pattugliamento marittimo e nella scorta ai convogli. In un breve periodo, nel 1917, vennero impiegati anche come idrocaccia, poi sostituiti dagli M.5 monoposto, e in operazioni di commando dietro le linee nemiche. Successivamente venne equipaggiato con fotocamere ed utilizzato nella fotoricognizione e fotogrammetria aerea.
La 253ª Squadriglia nasce con 9 esemplari nella primavera 1917, la 254ª Squadriglia nasce nella primavera 1917 con 4 esemplari e la 251ª Squadriglia al 1º giugno 1917 ne ha 6.
La 252ª Squadriglia inizia a riceverne i primi nella primavera 1917 e nella seconda metà di ottobre transita sugli M.3. disponendo di 5 esemplari al 1º gennaio 1918 e la 255ª Squadriglia inizia a riceverli nel giugno 1917.
La 259ª Squadriglia nasce con gli L.3 nel giugno 1917 ed al 1º gennaio 1918 ne ha 5.
La 256ª Squadriglia nasce il 1º luglio 1917 con gli L.3 ed al 1º settembre ne ha 6 e la 265ª Squadriglia nasce all'inizio 1918 su 4 L.3.
Al termine del conflitto rimase in servizio come addestratore. Gli esemplari, generalmente modificati adottando un fondo rinforzato e doppi comandi, vennero presi in carico nel 1923 anche dalla neocostituita Regia Aeronautica, ed utilizzati operativamente fino al 1924, anno in cui venne definitivamente sostituito.
Nel 1919, un L.3 che apparteneva alla missione militare italiana in Argentina venne utilizzato per collegare per la prima volta Buenos Aires con Asunción, in Paraguay, e successivamente donato al governo paraguaiano. L'esemplare venne portato in volo dal tenente pilota Arturo Escario, appartenente alle forze armate paraguaiane e che aveva ricevuto l'addestramento in Argentina. L'esemplare rimase distrutto in un incidente aereo il 30 settembre 1919 che causò il gravissimo ferimento dello stesso Escario, le cui conseguenze furono per lui fatali causandone il decesso il giorno seguente.
Alcuni esemplari ex Regia Marina vennero acquistati dalla compagnia aerea svizzera Ad Astra Aero ed utilizzati su rotte brevi in ambito nazionale. Gli esemplari vennero modificati innalzando ed arretrando il posto di pilotaggio mentre l'originario abitacolo aperto venne dotato di un grande parabrezza e destinato ai due posti per i passeggeri.

## Utilizzatori

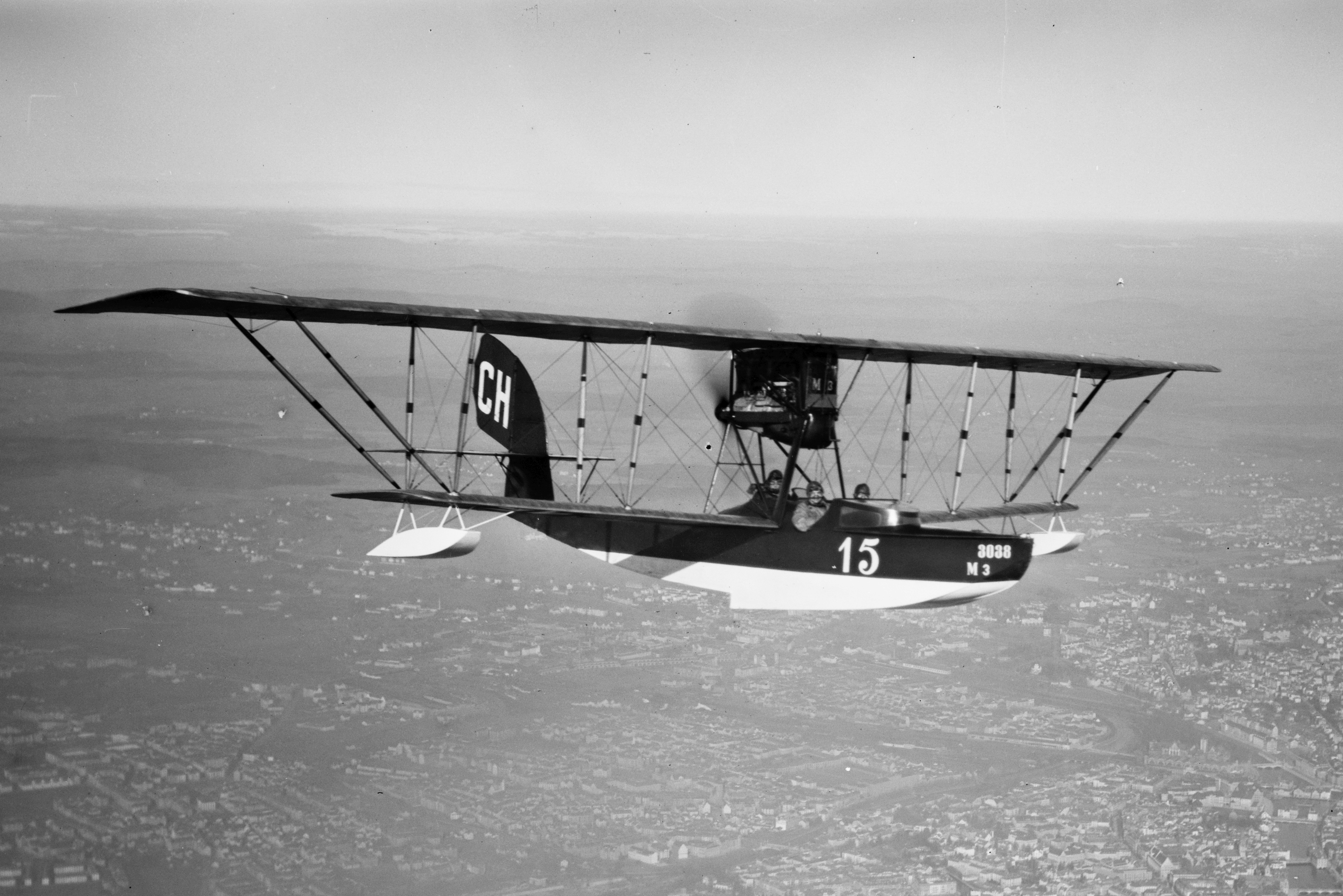
Ad Astra Aero M.3 CH-15

### Civili
Svizzera
- Ad Astra Aero[4]

### Militari
Italia
- Regia Marina

 Stati Uniti
- Aviation Section, U.S. Signal Corps
  - American Expeditionary Forces[5]

### Governativi
Paraguay
- Governo paraguayano

### Pubblicazioni
- Aerofan nr.3/78. Macchi L.3 (M.3) pp. 103–107